# Reconnaissance veineuse

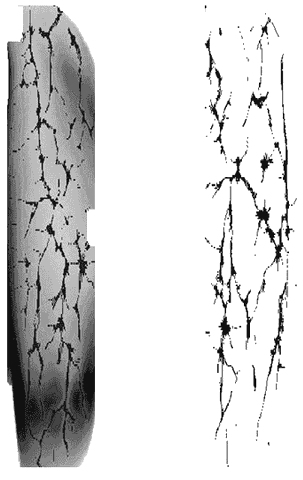
Extraction d'une empreinte biométrique du système veineux d'un doigt

La reconnaissance veineuse est une technique de biométrie permettant de reconnaitre une personne par l'observation de son empreinte extraite de son système veineux, souvent à partir d'un doigt ou de la paume de la main.

## Les veines et le réseau veineux
En anatomie, une veine est un vaisseau sanguin qui transporte du sang des organes vers le cœur.
Le système veineux a pour tâche de transporter le sang appauvri en oxygène du corps vers le cœur, puis vers les poumons. Une multitude de petits vaisseaux, les capillaires et les veinules, collectent le sang usagé et appauvri en oxygène dans toutes les parties du corps et l’acheminent aux veines pour assurer son retour au cœur. Quelque 7000 litres de sang reviennent chaque jour vers le cœur via notre système veineux

## Historique
La reconnaissance veineuse est sans doute la technique de biométrie la plus récente. Les premiers articles de presse apparaissent en 2006 mettant en avant la recherche et le développement des leader japonais des reconnaissances biométriques, Fujitsu et Hitachi,.
Plusieurs technologies de reconnaissance veineuse émergent à partir:
- de la paume d'une main[5],
- à partir du poignet[6],
- et plus récemment à partir du doigt[7].

En 2018, les développements d'empreintes veineuses en 2D montrent leurs limites. Deux hackers allemands démontrent publiquement les failles. Depuis 2016, des scientifiques suisses qui avaient anticipés cette faille, travaillent sur une technologie beaucoup plus sûre à partir d'une prise d'empreinte du réseau veineux en 3D.
En mai 2019, le premier scanner de reconnaissance biométrique à partir des veines scannées en 3D voit le jour sur le Campus de Lausanne à l'EPFL Innovation Park,.
En septembre 2019, les médias parlent d'avenir plus sûr, sans mot de passe.
En avril 2020, l'IDIAP, l'un des trois centre de certification de biométrie dans le monde, développe un scanner de reconnaissance veineuse sans contact.

## Capture de l'image veineuse

### Le scanner

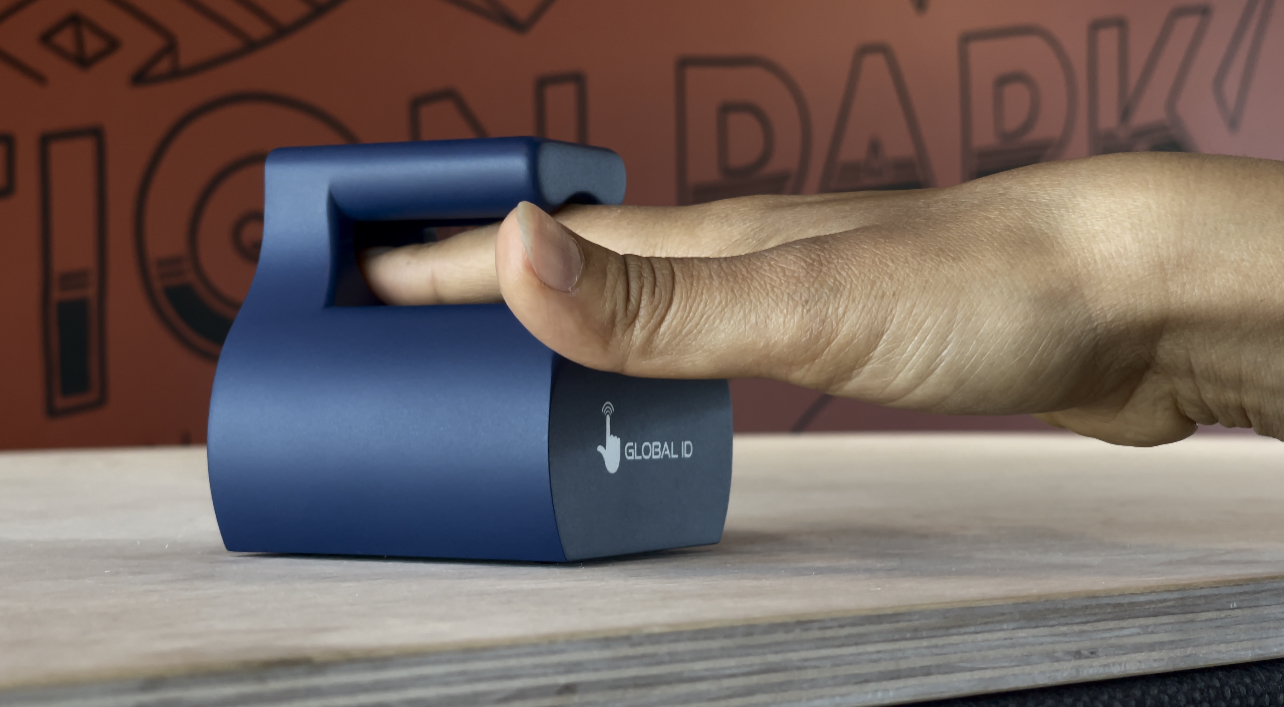
Scanner de reconnaissance veineuse en 3D

Le scanner permet de photographier l'empreinte veineuse soit du doigt, soit du poignet ou soit de la paume de la main. Les dernières générations sont multi-spectrales.
Une lumière composée de leds permet d'identifier le réseau veineux lorsque la partie de la main est posée sur ou au dessus du scanner.
Il en résulte une image du système veineux qui est unique à chaque individu.

### L'hygiène
Les nouvelles générations de scanner sans contact permettent de rassurer les usagers dans les milieux médicaux. En cas de pandémie, comme celle du Covid19, la demande s'accélère sur le marché car elle allie sécurité des données et sécurité des individus,. La Confédération suisse déploie un million de francs suisses pour accélérer ce développement.

### La sécurité
La reconnaissance veineuse est plus sûre et plus sécurisée. Elle est plus difficile à falsifier que toutes les autres technologies. La sécurité est encore plus renforcée dès la capture d'image, et les calculs d'authentification et d'identification sont chiffrés de bout en bout,.

### L'éthique
Dès 2009, la CNIL qui a expertisé la technologie de reconnaissance biométrique à partir l'empreinte veineuse, précise que ce type d'enregistrement dans une base de données comporte moins de risques que les empreintes digitales.
Le fait qu'il s'agisse d'une empreinte cachée, cela impose une action volontaire des usagers. L'empreinte veineuse n'est pas facilement volée à l'insu de son propriétaire contrairement à d'autres types de biométries,.

## Implémentation
En 2018, la Police de Saint Gall  intègre le système de reconnaissance veineuse, qui selon le porte-parole de la police est plus fiable que les autres technologie de biométries. 10 fois plus sûre que la reconnaissance à partir de l'iris, 100 fois plus sûre que les empreintes digitales et 1000 fois plus sûre que la reconnaissance faciale.
En 2019, l'hôpital du Jura à Delémont teste avec succès l'identification par reconnaissance veineuse dans le but de répondre à une prérogative de la Confédération suisse qui est de renforcer la sécurité, notamment par l'authentification à double facteur,,.
En 2021, Amazon présente son nouveau système de paiement basé sur la reconnaissance veineuse.